# Saison 2017 de l'équipe cycliste Monkey Town Continental
La saison 2016 de l'équipe cycliste Monkey Town Continental est la dixième de cette équipe.

## Préparation de la saison 2017

### Arrivées et départs
| Arrivées            | Équipe 2016            |
| ------------------- | ---------------------- |
| Stephan Bakker      | Jo Piels               |
| Maarten de Jonge    | Lvshan Landscape       |
| Yannick Detant      |                        |
| Gijs Meijer         |                        |
| Antonio Santoro     | Meridiana Kamen        |
| Ivar Slik           | Roompot-Oranje Peloton |
| Rick van Breda      | Baby-Dump              |
| Mel van der Veekens |                        |

| Départs              | Équipe 2016     |
| -------------------- | --------------- |
| Dennis Bakker        | Delta-Rotterdam |
| Derk Abel Beckeringh |                 |
| Dion Beukeboom       | Destil-Jo Piels |
| Sjors Dekker         |                 |
| Massimo Graziato     |                 |
| Jochem Hoekstra      | Destil-Jo Piels |
| Peter Schulting      | Destil-Jo Piels |
| Wim Stroetinga       |                 |
| Thijs van Beusichem  |                 |
| Jim van den Berg     | Retraite        |
| Jurgen van Diemen    |                 |
| Adne van Engelen     |                 |
| Thijs Zonneveld      |                 |

## Coureurs et encadrement technique

### Effectif
| Cycliste            | Date de naissance | Nationalité | Équipe 2016            |  |
| ------------------- | ----------------- | ----------- | ---------------------- |  |
| Stephan Bakker      | 17 avril 1994     | Pays-Bas    | Jo Piels               |  |
| Joris Blokker       | 20 septembre 1993 | Pays-Bas    | Parkhotel Valkenburg   |  |
| Maarten de Jonge    | 9 mars 1985       | Pays-Bas    | Lvshan Landscape       |  |
| Yannick Detant      | 23 mars 1997      | Pays-Bas    |                        |  |
| Gijs Meijer         | 7 octobre 1998    | Pays-Bas    |                        |  |
| Bram Nolten         | 19 mai 1991       | Pays-Bas    | Parkhotel Valkenburg   |  |
| Jasper Ockeloen     | 10 mai 1990       | Pays-Bas    | Parkhotel Valkenburg   |  |
| Antonio Santoro     | 13 septembre 1989 | Italie      | Meridiana Kamen        |  |
| Ivar Slik           | 27 mai 1993       | Pays-Bas    | Roompot-Oranje Peloton |  |
| Remco te Brake      | 29 novembre 1988  | Pays-Bas    | Parkhotel Valkenburg   |  |
| Rick van Breda      | 16 février 1990   | Pays-Bas    | Baby-Dump              |  |
| Sven van Luijk]     | 13 octobre 1989   | Pays-Bas    | Parkhotel Valkenburg   |  |
| Mel van der Veekens | 5 octobre 1998    | Pays-Bas    |                        |  |
| Milan Veltman       | 8 mai 1996        | Pays-Bas    | Parkhotel Valkenburg   |  |
| Marco Zanotti       | 10 septembre 1988 | Italie      | Parkhotel Valkenburg   |  |

## Bilan de la saison

### Victoires
| Date | Course | Pays | Classe | Vainqueur |
| ---- | ------ | ---- | ------ | --------- |